# Giebułtów (powiat miechowski)
Giebułtów (łac. 1352 – Gembolthow, 1376 – Geboltow, 1454 – Gyebolthow, 1469 – Gebeltow, 1486 – Gyebulthow) – wieś w Polsce, położona w województwie małopolskim, w powiecie miechowskim, w gminie Książ Wielki.
| SIMC    | Nazwa      | Rodzaj    |
| ------- | ---------- | --------- |
| 0246422 | Janowiczki | część wsi |
| 0246439 | Kresy      | część wsi |
| 0246445 | Praga      | część wsi |

## Historia
Gniazdo rodziny Giebułtowskich herbu Lis, którzy od Koziegłów przybrali także nazwisko Koziegłowskich.
1325 r. – właścicielem Giebułtowa jest Mściwój (własność szlachecka);
1424 r. – Władysław Jagiełło zezwala Krystynowi z Koziegłów na urządzenie Giebułtowa na prawie średzkim (niemieckim);
1454 r. – Jan Koziegłowski z Giebułtowa zobowiązuje się oddawać dziesięcinę z Giebułtowa plebanowi w Książu Małym, w zamian za to dostaje w kościele w Książu Małym stallę i jedną mszę rocznie we własnej intencji;
1470 – Giebułtów należy po połowie do parafii Książ Mały i Książ Wielki;
1595 – wieś, położona w powiecie ksiąskim województwa krakowskiego, była własnością wojewodziców krakowskich: Gabriela, Andrzeja i Jana Magnusa Tęczyńskich;
1629 – właścicielem Giebułtowa jest kasztelan Piotr Szyszkowski;
1791 – dziedzicem "wsi Giebutowa, Maciejowa i Adamy Pustkowia J.W.P. Morstyn".
W 1827 roku było tu 28 domów i 202 mieszkańców; w latach 80. XIX wieku 10 domów, 35 osad włościańskich, 413 mieszkańców. W tychże latach grunty dworskie zajmowały 956 morgów, włościańskie 359. We wsi była szkoła elementarna i młyn wodny. W 1816 roku własność spadkobierców Jana Weryhy Darowskiego, szacowana na około 173 000 złotych polskich.
W 1863 roku właścicielem wsi był Władysław Bielski. We dworze w czasie powstania styczniowego zginęło 3 młodych ludzi, a syn Bielskiego cudem uszedł z życiem.
W 1873 roku majątek został sprzedany za 30 000 srebrnych rubli. Do dóbr Giebułtów należały wsie: Tochołów (22 osady, 158 morgów), Adama (4 osady, 38 morgów), Maciejów (8 osad, 72 morgi). Na folwarku było 6 budynków murowanych i 6 drewnianych; znajdowały się tam także pokłady kamienia wapiennego i żarnowego.
W 1917 roku Giebułtów (615 morgów) był w rękach Stanisława Dzianotta, natomiast w 1927 roku właścicielem majątku (345 morgów) jest już syn Stanisława, Kazimierz Dzianott.
Kazimierz gospodaruje w Giebułtowie do stycznia 1945 roku. Po II wojnie światowej  w dworze mieściła się szkoła podstawowa. Budynek był pierwotnie  jednokondygnacyjny, w ostatnich latach (w rękach prywatnych) podniesiony o 1 kondygnację i wyremontowany.
Z dniem 1 września 1973 roku powołano Zbiorczą Szkołę Gminną, utworzoną m.in.  ze szkoły w Giebułtowie. Została ona mianowana punktem filialnym tej szkoły. Wówczas dyrektorem Gminnej Szkoły Zbiorczej mianowany został mgr Jan Sojka. Do szkoły w roku szkolnym 1977/78 uczęszczało 32 uczniów, a już w roku szkolnym 1980/1981 – 25 uczniów. W 1995 roku Szkoła Podstawowa w Giebułtowie została zlikwidowana.
Wg kronikarza Jana Długosza około 1475 r. Giebułtów – własności Jana Koziegłowskiego, herbu Lis, należał do parafii Narodzenia NMP w Książu Małym.
W latach 1954–1959 wieś należała i była siedzibą władz gromady Giebułtów, po jej zniesieniu w gromadzie Kalina Wielka. W latach 1975–1998 miejscowość należała administracyjnie do województwa kieleckiego.